# Danton Stone
Danton Stone (Queens (New York)) is een Amerikaans acteur.

## Filmografie

### Films
Uitgezonderd korte films.
- 2016 Brooke - als Burt
- 2013 Wendell and the Lemon - als pastoor
- 2010 Beware the Gonzo – als geschiedenisleraar
- 2008 Diminished Capacity – als politieagent
- 2007 The Girl in the Park – als manager apotheek
- 2004 Palindromes – als Bruce Wallace
- 2004 Approaching Heaven – als Charles Peak
- 2001 Series 7: The Contenders – als Bob
- 2001 The Atlantis Conspiracy – als Barry
- 1997 McHale's Navy – als Gruber
- 1992 With Murder in Mind – als Benny Lazarra
- 1991 Darrow – als Peter Sissman
- 1991 He Said, She Said – als Eric
- 1991 Once Around – als Tony Bella
- 1990 Crazy People – als Saabs
- 1989 Checking Out – als dr. Wolfe
- 1988 Internal Affairs – als Sal Marchetti
- 1988 Eight Men Out – als huurmoordenaar
- 1986 Band of the Hand – als Aldo
- 1984 Maria's Lovers – als Joe
- 1984 Joy of Sex – als Farouk
- 1981 The Chosen – als vechtende student

### Televisieseries
Uitgezonderd eenmalige gastrollen.
- 2009-2010 Mercy – als dokter – 2 afl.
- 2004 The Jury– als politieagent Morgenstern – 2 afl.
- 1998-2000 Oz – als D.A. Pat Fortunato – 2 afl.
- 1997-1998 The Tom Show – als Brownie – 7 afl.
- 1994-1995 My So-Called Life – als Neil Chase – 3 afl.
- 1994 Tom – als Rodney Wilhoit – 12 afl.
- 1991-1992 Roseanne – als Jerry Bowman – 4 afl.

## Theaterwerk opBroadway
- 2001 One Flew Over the Cuckoo's Nest – als Martini
- 1983 Angels Fall – als Don Tabaha
- 1980-1982 Fifth of July – als Weston Hurley